# ریسک انقراض نهفته
در زیست‌شناسی حفاظت، ریسک انقراض نهفته (به انگلیسی: Latent extinction risk) معیاری برای سنجش پتانسیل یک گونه برای در معرض خطر قرار گرفتن است.
ریسک نهفته را می‌توان به آسانی به عنوان تفاوت یا اختلاف بین خطر انقراض مشاهده شده فعلی یک گونه (معمولاً همان‌طور که توسط فهرست سرخ IUCN تعیین می‌شود) و ریسک انقراض نظری یک گونه که با ویژگی‌های بیولوژیکی یا تاریخچه حیات پیش‌بینی می‌شود توصیف کرد.